# Norma Ayub
Norma Ayub Alves (Itapemirim, 7 de setembro de 1959), é uma servidora pública e política brasileira, atualmente deputada federal pelo Progressistas. 
Em 2008, foi eleita prefeita do Município de Itapemirim pelo DEM, para a gestão 2009-2012. 
Em 2014, ficou como primeira suplente de sua coligação para uma vaga na Câmara dos Deputados, ao obter aproximadamente 65 mil votos. Com a eleição do deputado Max Filho (PSDB) para a prefeitura de Vila Velha em 2016, Ayub assumiu o cargo para cumprir o restante do mandato até janeiro de 2019.
Em abril de 2017, votou a favor da Reforma Trabalhista. Em agosto de 2017, votou a favor do processo em que se pedia abertura de investigação do então Presidente Michel Temer.
Foi reeleita deputada federal em 2018 para mais quatro anos de mandato.